# Крендон (Вісконсин)
Крендон (англ. Crandon) — місто (англ. city) в США, в окрузі Форест штату Вісконсин. Населення — 1713 особи (2020).

## Географія
Крендон розташований за координатами 45°34′4″ пн. ш. 88°53′43″ зх. д. / 45.56778° пн. ш. 88.89528° зх. д. (45.567828, -88.895316).  За даними Бюро перепису населення США в 2010 році місто мало площу 16,00 км², з яких 13,53 км² — суходіл та 2,48 км² — водойми.

## Демографія
Згідно з переписом 2010 року, у місті мешкало 1920 осіб у 771 домогосподарстві у складі 496 родин. Густота населення становила 120 осіб/км².  Було 964 помешкання (60/км²).
Расовий склад населення:
| - 86,1 % — білих - 9,3 % — корінних американців - 0,4 % — чорних або афроамериканців - 0,3 % — азіатів - 0,1 % — вихідців з тихоокеанських островів |

До двох чи більше рас належало 3,6 %. Частка іспаномовних становила 2,1 % від усіх жителів.
За віковим діапазоном населення розподілялося таким чином: 23,1 % — особи молодші 18 років, 58,8 % — особи у віці 18—64 років, 18,1 % — особи у віці 65 років та старші. Медіана віку мешканця становила 40,0 року. На 100 осіб жіночої статі у місті припадало 93,7 чоловіків;  на 100 жінок у віці від 18 років та старших — 91,9 чоловіків також старших 18 років.
Середній дохід на одне домашнє господарство  становив 45 093 долари США (медіана — 36 685), а середній дохід на одну сім'ю — 55 713 долари (медіана — 49 167). Медіана доходів становила 36 818 доларів для чоловіків та 35 652 долари для жінок. За межею бідності перебувало 18,5 % осіб, у тому числі 23,7 % дітей у віці до 18 років та 17,4 % осіб у віці 65 років та старших.
Цивільне працевлаштоване населення становило 734 особи. Основні галузі зайнятості: освіта, охорона здоров'я та соціальна допомога — 19,5 %, роздрібна торгівля — 14,6 %, виробництво — 13,9 %.